# Nicolas-Joseph Hüllmandel
Nicolas-Joseph Hüllmandel, född 23 maj 1756 i Strasbourg, död 19 december 1823 i London, var en fransk pianist och tonsättare.
Hüllmandel var lärjunge till Carl Philipp Emanuel Bach och gjorde sig känd som en ypperlig pianist. År 1776 bosatte han sig i Paris, där han under en följd av år var inflytelserik musikpedagog, vars förtjänst var att överföra det bachska spelsättet till Frankrike; hans lärjunge, Hyacinthe Jadin, blev pianolärare vid det 1792 inrättade musikkonservatoriet i Paris. Under franska revolutionen miste Hüllmandel sin tjänst och förmögenhet och reste till London, där han avled. Han komponerade åtskillig piano- och kammarmusik. 